# Triple salt
El triple salt és una modalitat de l'atletisme.
El funcionament de la prova és el següent: cada atleta disposa de tres salts inicials. Un cop fets aquests 3 primers salts els 8 millors classificats opten a la millora, que consta de tres salts més. El guanyador serà l'atleta que després dels 6 salts assoleixi un salt més llarg. En cas d'empat es decideix el guanyador pel millor segon salt.
El punt de batuda es troba a 13 metres del començament del fossat de sorra pels homes i a 11 metres per a les dones.

## Descripció tècnica
Després de la cursa d'aproximació fins a la línia de batuda es realitza el primer salt amb la cama dominant. Un cop fet el salt s'ha de caure sobre la mateixa cama, per immediatament impulsar-se per al segon salt, caient, ara, sobre l'altre peu, el qual donarà origen al tercer i darrer salt que donarà pas a la caiguda al fossat.
El salt es considerarà nul si no es realitza d'aquesta manera o bé es toca o sobrepassa la línia de batuda amb el peu.
La mesura es prendrà des de la marca que es trobi més propera a la línia de batuda o impuls.
Per tenir en compte la marca caldrà que el vent no superi la velocitat de 2 m/s en el moment de salt.
També s'ha de tenir en compte que hi ha 2 oportunitats, sinó, automàticament, es queda desqualificat.

## Rècords
- Actualitzat a 7 de març de 2024[1][2]

|    |       | Marca     | Atleta                 | País            | Lloc     | Data       |
| -- | ----- | --------- | ---------------------- | --------------- | -------- | ---------- |
| WR | Homes | 18m 29 cm | Jonathan Edwards       | Regne Unit      | Göteborg | 07-08-1995 |
| WR | Dones | 15m 74 cm | Yulimar Rojas          | Veneçuela       | Belgrad  | 20-03-2022 |
| OR | Homes | 18m 09 cm | Kenny Harrison         | Estats Units    | Atlanta  | 27-07-1996 |
| OR | Dones | 15m 67 cm | Yulimar Rojas          | Veneçuela       | Tòquio   | 01-08-2021 |
| ER | Homes | 18m 29 cm | Jonathan Edwards       | Regne Unit      | Göteborg | 07-08-1995 |
| ER | Dones | 15m 50 cm | Inessa Kravets         | Ucraïna         | Göteborg | 10-08-1995 |
| AM | Homes | 18m 21 cm | Christian Taylor       | Estats Units    | Pequín   | 27-08-2015 |
| AM | Dones | 15m 74 cm | Yulimar Rojas          | Veneçuela       | Belgrad  | 20-03-2022 |
| AF | Homes | 18m 07 cm | Hugues Fabrice Zango   | Burkina Faso    | Aubèira  | 16-01-2021 |
| AF | Dones | 15m 39 cm | Françoise Mbango Etone | Camerun         | Pequín   | 17-08-2008 |
| AS | Homes | 17m 59 cm | Li Yanxi               | R.P. de la Xina | Jinan    | 26-10-2009 |
| AS | Dones | 15m 25 cm | Olga Rypakova          | Kazakhstan      | Split    | 04-09-2010 |
| OC | Homes | 17m 46 cm | Ken Lorraway           | Austràlia       | Londres  | 07-08-1992 |
| OC | Dones | 14m 04 cm | Nicole Mladenis        | Austràlia       | Hobart   | 09-03-2002 |

## Millors marques mundials

### Millors marques masculines
(actualitzat a 07.03.2024)
| Ranking | Marca     | Atleta              | País           | Data                 | Lloc         | Ref.  |
| ------- | --------- | ------------------- | -------------- | -------------------- | ------------ | ----- |
| 1.      | 18m 29 cm | Jonathan Edwards    | Regne Unit     | 7 d'agost de 1995    | Göteborg     |       |
| 2.      | 18m 21 cm | Christian Taylor    | Estats Units   | 27 d'agost de 2015   | Pequín       | [ 4 ] |
| 3.      | 18m 14 cm | Will Claye          | Estats Units   | 29 de juny de 2019   | Califòrnia   | [ 5 ] |
| 4.      | 18m 09 cm | Kenny Harrison      | Estats Units   | 27 de juliol de 1996 | Atlanta      |       |
| 5.      | 18m 08 cm | Pedro Pichardo      | Cuba           | 28 de maig de 2015   | L'Havana     | [ 6 ] |
| 6.      | 18m 04 cm | Teddy Tamgho        | França         | 18 d'agost de 2013   | Moscou       | [ 7 ] |
| 7.      | 17m 97 cm | Willie Banks        | Estats Units   | 16 de juny de 1985   | Indianapolis |       |
| 8.      | 17m 92 cm | Khristo Markov      | Bulgària       | 31 d'agost de 1987   | Roma         |       |
| 8.      | 17m 92 cm | James Beckford      | Jamaica        | 20 de maig de 1995   | Odessa       |       |
| 10.     | 17m 90 cm | Vladimir Inozemtsev | Unió Soviètica | 20 de juny de 1990   | Bratislava   |       |
| 10.     | 17m 90 cm | Jadel Gregório      | Brasil         | 20 de maig de 2007   | Belém        |       |

### Millors marques femenines
(actualitzat a 07.03.2024)
| Ranking | Marca     | Atleta                 | País       | Data                  | Lloc     | Ref.   |
| ------- | --------- | ---------------------- | ---------- | --------------------- | -------- | ------ |
| 1.      | 15m 67 cm | Yulimar Rojas          | Veneçuela  | 1 d'agost de 2021     | Tòquio   | [ 9 ]  |
| 2.      | 15m 50 cm | Inessa Kravets         | Ucraïna    | 10 d'agost de 1995    | Göteborg |        |
| 3.      | 15m 39 cm | Francoise Mbango Etone | Camerun    | 17 d'agost de 2008    | Pequín   | [ 10 ] |
| 4.      | 15m 34 cm | Tatiana Lébedeva       | Rússia     | 4 de juliol de 2004   | Càndia   |        |
| 5.      | 15m 32 cm | Hrysopiyí Devetzí      | Grècia     | 21 d'agost de 2004    | Atenes   |        |
| 6.      | 15m 31 cm | Caterine Ibargüen      | Colòmbia   | 18 de juliol de 2014  | Mònaco   | [ 11 ] |
| 7.      | 15m 29 cm | Yamilé Aldama          | Cuba       | 11 de juliol de 2003  | Roma     |        |
| 8.      | 15m 28 cm | Yargelis Savigne       | Cuba       | 31 d'agost de 2007    | Osaka    |        |
| 9.      | 15m 25 cm | Olga Rypakova          | Kazakhstan | 4 de setembre de 2010 | Split    |        |
| 10.     | 15m 20 cm | Šárka Kašparkova       | Txèquia    | 4 d'agost de 1997     | Atenes   |        |

## Esportistes
- Françoise Mbango Etone